# Utsussuatsiaat

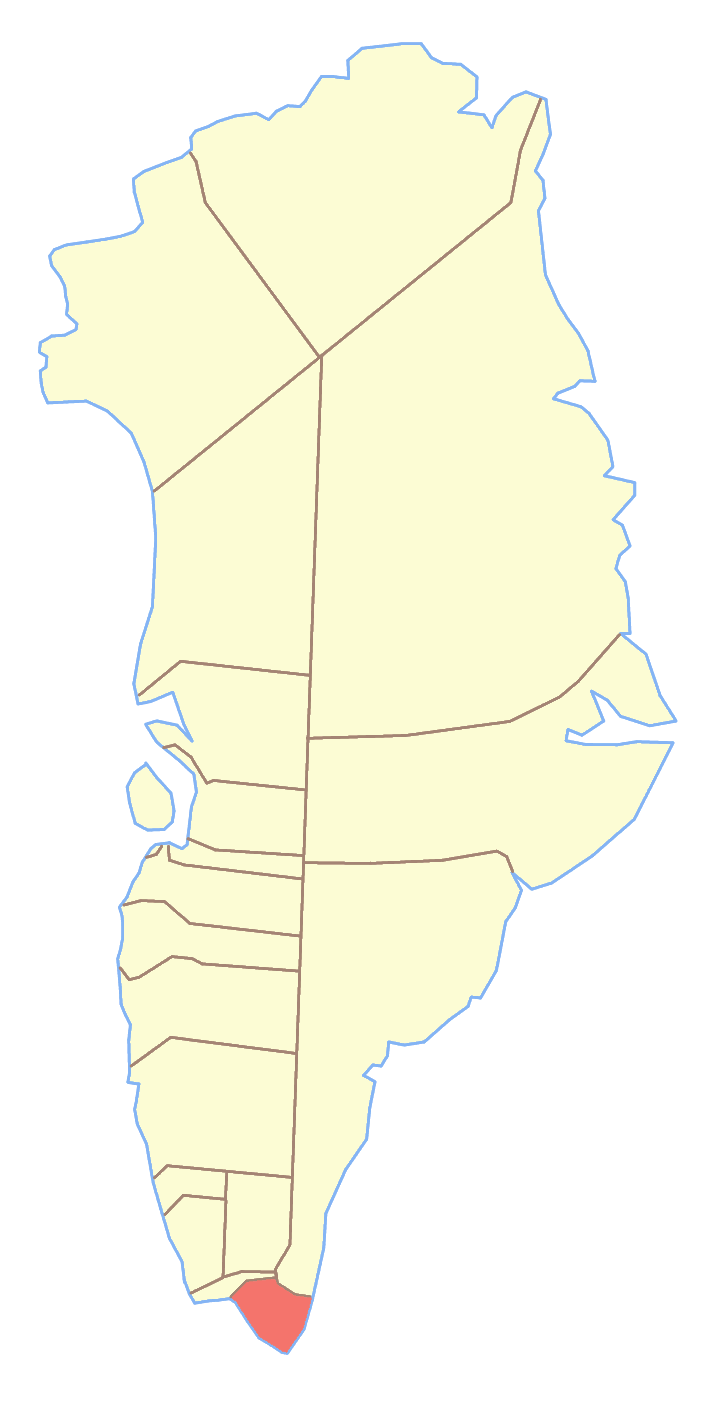
Ex comune di Nanortalik, dove si trovava l'Utsussuatsiaat

L'Utsussuatsiaat è una montagna della Groenlandia di 1460 m. Si trova a 60°16'N 44°29'O; appartiene al comune di Kujalleq.